# Macrobunus madrynensis
Macrobunus madrynensis är en spindelart som först beskrevs av Albert Tullgren 1901.  Macrobunus madrynensis ingår i släktet Macrobunus och familjen mörkerspindlar. Inga underarter finns listade i Catalogue of Life.